# Parasolki
Parasolki (fr. Les Parapluies) – obraz olejny o wymiarach 180 × 115 cm, autorstwa francuskiego malarza impresjonisty Auguste’a Renoira, namalowany około 1881-1886.
Jest to ostatni większy obraz Renoira ukazujący współczesny temat. Pracę nad dziełem rozpoczął przed podróżą do Włoch (1881-1882), a ukończył pięć lat później. Ubrania przedstawione w prawej części płótna odpowiadają modzie z około 1881 roku, strój kobiety po lewej był modny w okresie pięć lat późniejszym. W sposobie malowania także występują różnice. Część prawa charakteryzuje się miękką i lekką manierą, co szczególnie widać w postaciach dwóch małych dziewczynek. Część lewa namalowana jest w sposób bardziej linearny, wydobywający kształt.